# Broń wielostrzałowa
Broń wielostrzałowa – broń przystosowana do zmechanizowanego lub automatycznego przeładowania kolejnymi nabojami, które są umieszczone w magazynku lub taśmie nabojowej.
W broni wielostrzałowej magazynek w zależności od rodzaju broni może posiadać od kilku do kilkudziesięciu nabojów. Jest to broń automatyczna, powtarzalna oraz półautomatyczna. Wyposażona jest w zmechanizowany układ zasilania.